# Pseudoliomera
Pseudoliomera is een geslacht van kreeftachtigen uit de klasse van de Malacostraca (hogere kreeftachtigen).

## Soorten
- Pseudoliomera granosimana (A. Milne-Edwards, 1865)
- Pseudoliomera helleri (A. Milne-Edwards, 1865)
- Pseudoliomera lata (Borradaile, 1902)
- Pseudoliomera neospeciosa (Deb, 1989)
- Pseudoliomera paraspeciosa (Ward, 1941)
- Pseudoliomera remota (Rathbun, 1907)
- Pseudoliomera ruppellioides (Odhner, 1925)
- Pseudoliomera speciosa (Dana, 1852)
- Pseudoliomera variolosa (Borradaile, 1902)
- Pseudoliomera violacea (A. Milne-Edwards, 1873)